# Alte Sau
Alte Sau ist eine Hamburger Punkband um Jens Rachut.

## Bandgeschichte
Sie wurde 2013 gegründet und besteht aus Raoul Doré (Schlagzeug), Rebecca Oehms (Orgel, Synthesizer, Gesang) und Jens Rachut (Gesang). Die Band ergänzt Rachuts letzten beiden Projekte Nuclear Raped Fuck Bomb und Kommando Sonne-nmilch um eine Band aus dem Bereich der Elektronischen Musik. Die Band verzichtet auf Gitarre und Bass und kommt lediglich mit einer Heimorgel und einem rudimentären Schlagzeug aus. Am 20. Juni 2014 erschien das selbstbetitelte Debütalbum auf dem Major Label. Als Gäste ist mit „Die Sibirischen Falten“ ein weiblicher Chor bestehend aus drei Damen vertreten.
2016 folgte eine Split-EP mit der Wiener Band Lime Crush über das Label Fettkakao sowie das zweite Album To Be As Livin’, wieder über Major Label. Auf dem zweiten Album kommt zusätzlich ein dreiköpfiger männlicher Chor zum Einsatz.

## Musikstil
Musikalisch ist Alte Sau an die frühe Neue Deutsche Welle angelehnt, die Texte sind in typischer Rachut-Manier, sehr düster gehalten und aus einzelnen Fragmenten zusammengesetzt.
Der-Spiegel-Rezensent Jan Wigger bezeichnete das Debütalbum als „[e]in merkwürdig eingängiger Hybrid aus Rachuts zuweilen mürrischen, unwirschen Beanstandungen als Mark-E.-Smith-artiger Wut-Opi (…) und dem wirklich liebreizenden Chor Die sibirischen Falten (Swantje, Pirri und Eva), der "Böse Winde" und "Paula Scheiße" gemeinsam mit Rebecca Oehms' Orgel an einen geheimen Ort führt, in dem Stereolab plötzlich wieder relevantes Material veröffentlichen.“ Alte Sau wurde im Ox-Fanzine vom August/September 2014 zu einem der acht Alben des Monats („Top of the Ox“) gekürt.
Im Intro schrieb Linus Volkmann:

„Alte Sau (mit Rebecca Oehms und Raoul Doré) brettern nicht einfach durch, sondern verlassen sich auf gutes Songwriting, stellen Jens eine weibliche Stimme an die Seite (was stets die besten, aber auch rarsten Momente der frühen Oma-Hans-Sachen darstellte) und haben eine schöne Orgel, die wiederum Alte Sau hörbar mit der tollen Zeit von Dackelblut verknüpft. Sorry für diesen nerdigen Referenz-Boost, aber um Rachut von Rachut zu unterscheiden, bleibt einem ja nichts außer die Details. Allen Zaungästen sei das Album daher noch mal kurz zusammengefasst: Sehr, sehr geil. Rettet dein Leben oder mehr.“

## Diskografie
- 2014: Alte Sau (LP/CD, Major Label)
- 2016: Lime Crush / Alte Sau Split (EP, Fettkakao)
- 2016: To Be As Livin’ (LP/CD, Major Label)
- 2021: Öl im Bauch (LP/CD, Major Label)